# Mikael Stahre
Mikael Lennart Tage Stahre (Stoccolma, 5 luglio 1975) è un allenatore di calcio svedese, tecnico dello Stabæk.

## Carriera
La sua carriera da giocatore si è fermata al calcio giovanile, poiché già all'età di 15 anni aveva intrapreso la prima avventura come allenatore nel vivaio del Gröndals IK, squadra di un quartiere a sud di Stoccolma.
Successivamente ha iniziato a lavorare con i settori giovanili di squadre più blasonate, come l'Hammarby prima e l'AIK poi. Proprio l'AIK lo ha promosso, dopo alcuni anni di giovanili e una stagione alla guida della squadra riserve, come assistente in prima squadra al fianco di Rikard Norling e dell'altro assistente Nebojša Novaković. Nel 2007 è approdato in terza serie come capo allenatore del Väsby United, dove è rimasto per due anni raggiungendo una promozione in Superettan al primo tentativo.
Nel 2009 la dirigenza dell'AIK ha scelto Stahre come nuovo allenatore al posto di Norling. Alla fine del campionato la squadra è riuscita a vincere sia il campionato (che mancava dal 1998) che la coppa nazionale. Stahre, messo in discussione dal pessimo avvio dell'AIK nell'Allsvenskan 2010, con soli 2 punti ottenuti nelle prime 6 giornate, ha colto l'opportunità di lasciare la squadra svedese per approdare in Grecia al Panionios nell'aprile 2010. L'esperienza ellenica tuttavia è durata pochi mesi e si è conclusa anzitempo, a causa dell'esonero giunto nel mese di ottobre dello stesso anno.
A partire dal campionato 2012, Stahre si è seduto sulla panchina dell'IFK Göteborg. Alla fine della prima stagione la sua squadra ha terminato al 7º posto in classifica, poi sono arrivati rispettivamente un 3º e un 2º posto. Nel frattempo l'IFK Göteborg è riuscito a vincere la Svenska Cupen 2012-2013. Al termine del campionato 2014 è stato però esonerato dalla società biancoblu, con lo stesso Stahre che si è dichiarato scioccato per la decisione.
Nel gennaio 2015 Stahre è stato nominato nuovo allenatore del Dalian Aerbin, club cinese di seconda serie in cui stava già militando il connazionale Niklas Backman, da lui allenato ai tempi dell'AIK. Al termine del 2015 il Dalian ha mancato la promozione in Chinese Super League, chiudendo al 3º posto in classifica con due punti di distacco dalla seconda posizione. Confermato anche per la stagione 2016, Stahre è stato esonerato dalla nuova proprietà nel luglio 2016, con la squadra che in quel momento era posizionata un punto sotto la zona promozione.
In vista della stagione 2017 è stato chiamato all'Häcken, altra squadra della città di Göteborg, per raccogliere l'eredità di quel Peter Gerhardsson che aveva ricoperto il ruolo di allenatore dei gialloneri negli 8 anni precedenti. Con il nuovo club, Stahre ha firmato un contratto triennale. Dopo aver chiuso l'Allsvenskan 2017 al 4º posto in classifica, in quello che è stato il secondo miglior piazzamento di sempre per il club, Stahre a fine stagione ha deciso di rescindere unilateralmente il proprio contratto nonostante l'opposizione della dirigenza.
Il 24 novembre 2017 viene annunciato come prossimo allenatore dei San Jose Earthquakes per la stagione 2018. Il successivo 17 settembre, quando mancava poco più di un mese alla fine della regular season della Major League Soccer 2018, è stato esonerato per mancanza di risultati, visto che la squadra occupava l'ultimo posto in classifica con sole 4 vittorie all'attivo su 28 partite giocate.
Rimasto fermo per oltre un anno, il 13 gennaio 2020 è stato nominato nuovo allenatore dei norvegesi del Sarpsborg 08 con un contratto di tre anni. La sua prima stagione norvegese si è chiusa con un dodicesimo posto nell'Eliteserien 2020. Il tecnico ha poi iniziato al Sarpsborg 08 anche la stagione seguente.
Il 2 giugno 2021 Stahre ha lasciato ufficialmente il proprio incarico presso il club norvegese ed è tornato ad essere l'allenatore dell'IFK Göteborg: la dirigenza dei biancoblu svedesi lo ha infatti scelto come sostituto di Roland Nilsson, esonerato dopo otto giornate con la squadra al decimo posto in classifica. Dopo essersi trovata temporaneamente anche in terzultima posizione, la squadra si è risollevata tanto da ottenere quattro vittorie consecutive, allontanandosi dagli ultimi posti della classifica. Per questa ragione, Stahre è stato nominato allenatore del mese di ottobre dell'Allsvenskan 2021. La squadra ha poi chiuso all'ottavo posto sia nel 2021 che nel 2022. L'8 marzo 2023, a meno di un mese dall'inizio dell'Allsvenskan 2023, Stahre è stato esonerato. Fatale è stata la fase a gironi di Coppa di Svezia, in cui la squadra ha perso per 2-1 il derby contro il GAIS (squadra di seconda serie) e per 0-4 la partita casalinga contro l'IFK Norrköping.
Il 23 maggio 2024 ha firmato un contratto biennale con gli indiani del Kerala Blasters, venendo raggiunto qualche giorno più tardi dal connazionale Björn Wesström, suo ex direttore sportivo ai tempi dell'AIK, che in questa parentesi lo ha affiancato in qualità di assistente allenatore. I due sono stati entrambi sollevati dall'incarico il 16 dicembre 2024, dopo una striscia di sei sconfitte nelle ultime sette gare di campionato.

## Palmarès

### Allenatore
- Campionato svedese: 1

AIK: 2009
- Coppa di Svezia: 2

AIK: 2009
IFK Göteborg: 2012-2013
- Supercoppa di Svezia: 1

AIK: 2010